# جون هامامورا
جون هامامورا (به ژاپنی: 浜村純 Hamamura Jun) بازیگر ژاپنی بود. او در بیش از ۱۳۰ فیلم بین سال‌های ۱۹۳۸ و ۱۹۹۵ ظاهر شد. از فیلم‌هایی که او در آن نقش داشته‌است، می‌توان به چنگ برمه‌ای، برادر او و شاهزاده خانمی از ماه اشاره کرد.